# The Sum of Us
Pour plus de détails, voir Fiche technique et Distribution.
The Sum of Us est un film australien de Geoff Burton et Kevin Dowling, sorti en 1994.

## Synopsis
Harry Mitchell (Thompson) vit avec son fils gay Jeff (Crowe), les deux hommes luttant dans leur recherche du véritable amour. Harry est complètement à l'aise avec la sexualité de son fils et est presque trop impatient  que son fils trouve un petit ami. Harry rencontre une divorcée par le biais d'un service de rencontres, ce qui entraîne un conflit entre le père et le fils. Cependant, lorsque Harry est victime d'un accident vasculaire cérébral et perd  la parole, l'histoire prend une tournure plus sombre, devenant une méditation sur la force durable de l'amour, à la fois familial et romantique, face à l'adversité.

## Fiche technique
- Titre : The Sum of Us
- Réalisation : Geoff Burton et Kevin Dowling
- Scénario : David Stevens d'après sa pièce de théâtre
- Musique : David Faulkner
- Pays d'origine : Australie
- Format : Couleurs - 1,85:1
- Genre : comédie dramatique
- Date de sortie : 1994

## Distribution
- Jack Thompson : Harry Mitchell
- Russell Crowe : Jeff Mitchell
- John Polson : Greg
- Deborah Kennedy : Joyce Johnson